# 庆恒乡
庆恒乡，是中华人民共和国四川省凉山彝族自治州昭觉县下辖的一个乡镇级行政单位。2021年1月12日，撤销拉一木乡，将其所属行政区域划归庆恒乡管辖。

## 行政区划
庆恒乡下辖以下地区：
庆恒村、觉盯洼井村、解放村和比子以你村。